# Radio Aktywne

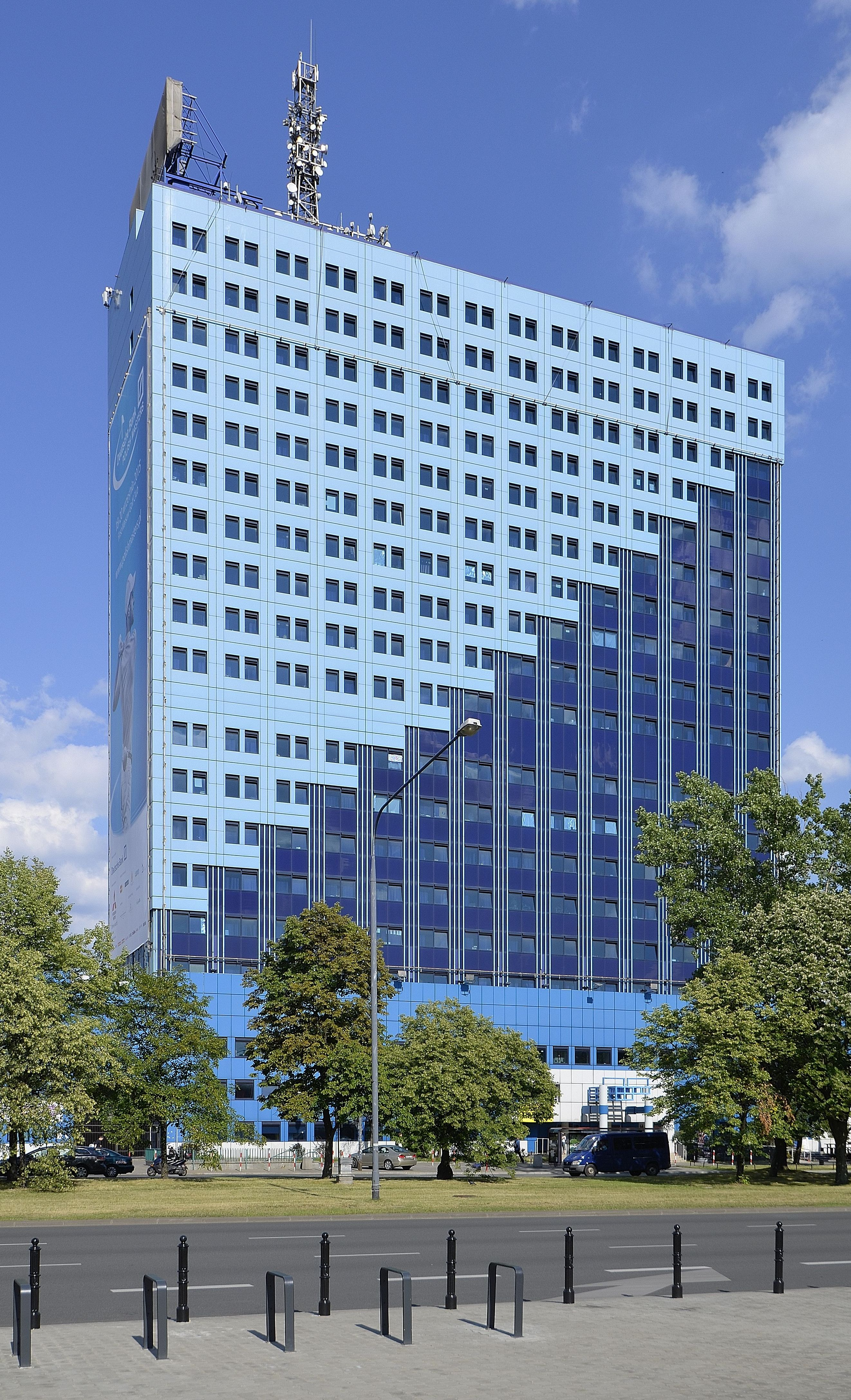
Dom Studencki „Riviera”, siedziba Radia Aktywnego

Radio Aktywne (zazwyczaj zapisywane graficznie RA) – studenckie radio internetowe Politechniki Warszawskiej, działające od października 2004 roku. Najstarsza stacja studencka w Warszawie.
Radio finansowane jest z funduszy Samorządu Studentów Politechniki Warszawskiej, jednak tworzone jest przez studentów (również nie-studentów) różnych uczelni m.in. Uniwersytetu Warszawskiego, SGH, SGGW, UKSW, Warszawska Szkoła Reklamy.
Siedziba stacji mieści się w Warszawie, przy ul. Waryńskiego 12 w Centrum Ruchu Studenckiego „Riviera”.

## Oferta programowa
Grupą docelową stacji są słuchacze w wieku 17-34 lat. Stacja posiada program o charakterze muzyczno-rozrywkowym. Na antenie obecne są również audycje publicystyczno-informacyjne, w których poruszane są tematy akademickie, społeczne i kulturalne oraz wiadomości.
Od początku istnienia RA na jej antenie stale obecne były takie gatunki muzyczne jak: rock, rock'n'roll, heavy metal, pop, blues, jazz, folk, house, chillout, reggae, hip-hop, muzyka alternatywna, elektronika, klubowa, latynoamerykańska, filmowa, poezja śpiewana. Głównym kanałem rozgłośni nadawane jest ponad czterdzieści programów autorskich, kulturalnych, muzycznych, sportowych, związanych z życiem studenckim oraz karierą. Od nazwy radia utworzono nazwę pasma publicystyczno-informacyjnego Aktywacja.
Radio współpracuje z innymi mediami studenckimi, współorganizując konferencję Media Student.

## Historia
Radio Aktywne rozpoczęło nadawanie w październiku 2004 jako pierwsze niekomercyjne radio studenckie w Warszawie. Pomysłodawcą, założycielem i pierwszym prezesem Radia Aktywnego był Michał Wojtyra. Pierwszym redaktorem programowym Radia Aktywnego był Rafał Korycki.
W początkowym okresie działalności radio pracowało na sprzęcie studyjnym pochodzącym z Katolickiego Radia Podlasie w Siedlcach.
Wśród osób związanych niegdyś z Radiem Aktywnym znaleźli się m.in. Grzegorz Zembrowski (Polskie Radio Program III, audycja Mikrokosmos), Joanna Kędzierska (Polskie Radio), Martyna Matwiejuk i Michał Daniluk (Polskie Radio, Czwórka).

## Dyrekcja Radia Aktywnego

### Obecnie
- Redaktor naczelny: Jakub Orzechowski[4]
- Redaktor ds. Informacji: Sebastian Borkowski
- Redaktor ds. Muzyki: Ernest Rojek
- Redaktor ds. Programowych: Kacper Radzikowski
- Kierownik Działu Marketingu: Michał Tomala
- Kierownik Działu Audio: Jakub Wysocki
- Kierownik Działu IT: Wojciech Twarowski

### Dawniej

#### Redaktorzy Naczelni RA
- 2004 - Michał Wojtyra
- 2007 - Konrad Muszyński
- 2008 - Piotr Bujnowski
- 2009 - Justyna Wołoszka
- 2010 - Natalia Ustynowicz
- 2011 - Olgierd Leonowicz
- 2012 - 2013 - Piotr Radio
- 2014 - Dominika Klimek
- 2015 - Michał Dusza
- 2016 - Aleksander Orłowski
- 2017 - Piotr Olesiejuk
- 2018 - Maciej Bancerz
- 2019 - Dorota Zielińska
- 2020 - Anna Dziubany
- 2021 - Michał Daniluk
- 2022 - Anna Bobko
- 2023 - Tymoteusz Gryszkalis

## Audycje i ich prowadzący

### Aktywacja
Sztandarowa audycja informacyjno-kulturalna nadawana w RA od poniedziałku do piątku w godzinach 18.30 - 20.00.
W trakcie nadawania słuchacze mogą wysłuchać informacji z życia studenckiego oraz miejskiego, newsów kulturalnych, aktualnych tematów oraz wywiadów z gośćmi Radia Aktywnego. Podczas audycji redaktorzy organizują konkursy dla słuchaczy.
- Poniedziałek: Michał Krzeszowski
- Wtorek: Wojciech Twarowski
- Środa: Julia Szymla
- Czwartek: Stanisław Królak
- Piątek: Sebastian Borkowski

### Audycje autorskie
W Radiu Aktywnym po godzinie 20:00 rozpoczyna się pasmo Audycji Autorskich, które trwają zazwyczaj do północy i pokrywają bardzo szerokie spektrum gatunków muzycznych. Część z nich ma także charakter publicystyczny. 

- Tygodnik Muzyczny (audycja Redakcji Muzycznej)
- You've Got the Vibe (Maciej Bancerz)
- 3 grosze o ekonomii (Piotr Topoliński)
- 0 kultury (Maurycy Jędrzejewski, Marek Bączyński)
- Aktyrave (Tymoteusz Gryszkalis)
- Alteracja (Michał Dziamara)
- Bluesowo - Jazzowo (Ignacy Pańczak, Filip Matysiak)
- Bring That Beat Back (Mikołaj Bigaj, Michał Idzikowski)
- Fast Forward Charts (Konrad Maciąg)
- Let's Play (Anna Dziubany i Karol Kępka)
- Miło mi to słyszeć (Kinga Rodzik)
- Muzyczne Skrajności (Natalia Ostaszewska)
- Na ekRAnie (Sebastian Borkowski, Marek Bączyński)
- Nerdzi w Kulturze (Gorky i Kapitan)
- Post Scriptum (Bartosz Olszański)
- Poza pudełkiem (Konrad Bratosiewicz)
- Screen Shot (Łukasz Gnyszko, Łukasz Kiciński)
- Smells Like Toxic (Krzysztof Szyc)
- Strony w Eterze (Sebastian Borkowski)
- Ukryte (Michał Lisiewicz)

Tych audycji nie ma już w ramówce:
- Rap gra (Damian Sampoliński)
- Atrocity Exhibition (Kuba Piątkowski)
- We Funk (Aleksander Orłowski)
- Serial Killer: Śrut Kultury (Robert Olczyk)
- za PROGiem (Paweł Bogdan)
- Nobody Beats the Beats (Adrian Tracz)
- Retrospektywa (Marta Baum)
- Czarno to widzę (Maciej Gruza)
- Let's Play (Anna Dziubany i Karol Kępka)
- gdzie grabek mówi dzień dobry (gRAbek)
- Gaj Druidów (Maksymilian Szczepańczyk)
- Niedzielniak Kulturalny ( Bożena Deka, Jerzy Chodorek)
- Uskudar (Michał Wieczorek)
- Folkorama (Anna Plewka)
- Czwartkowa Radioza (Piotr Radio)
- Fotoplastykon (Piotr Rzepka, Bartłomiej Zięba[6])
- More Fyah! (Paweł Kozak)
- Strefa Zgniotu (Wojtek Pilich, Tomasz Żółciak)
- Środowy Palec (Tomasz Wojtach, Wojciech Górewicz)
- 1996 (Grzegorz Chustecki, Hubert Odziemczyk)
- Night Player (Sebastian Żwan)
- Warsztat Kuźmiuka (Łukasz Kuźmiuk)
- Młodsza Zmiana Bluesa (Jakub Wilkowski)
- Eklektyczna Lista Przebojów
- Koniec Rocka (Maciej Pietrukiewicz)
- Kurier Literacki (Bartosz Raducha)
- Strefa Koneserki (Milena Buszkiewicz)
- Nocny Autobus (Michał Kowalski)
- Masa Elektryczna (Marcin Kosecki)
- Sybarytyzm (Marcin Banasiak)
- Czarna Miłość (Maciek Madey)
- Taka Ameryka (Filip Snopek)
- I'm stuck between (Kamil Dróżdż)
- Jazzownia Subiektywna (Agnieszka Tatarczak)
- Citying Hear (Jakub Walczak)
- Księgofonia Rocka (Anna Kurman i Patryk Żak)
- Transmisja(program redakcji muzycznej)
- Piąty Wymiar (Piotr Wierus)
- gdzie grabek mówi dzień dobry (gRAbek)
- dźwiękoczułość (Martyna Matwiejuk)
- Biuro Podróży (Tomasz Kubik)
- Narojki z Majorki (Iza i Ula Narojek)
- Lost In Time (Olivia Krettek)
- Tachykardia (Michał Daniluk)

### Radio Aktywne Studyjnie
Projekt przedstawiający polskich wykonawców, inspirowany działalnością MTV Unplugged, La Blogotheque i Tiny Desk Concerts z radia NPR, polega na rozmowie i uczestniczeniu w koncercie akustycznym artystów w studiu Radia Aktywnego. Dotychczas wzięli udział: Paula i Karol (10 listopada 2012), Minerals (15 grudnia 2012), Janek Samołyk (3 stycznia 2013), Duch (30 maja 2013), Keegan McInroe (29 czerwca 2013), Crab Invasion (6 lipca 2013), JoBee Project (13 lipca 2013), Kirszenbaum (27 lipca 2019), Bałtyk (30 listopada 2019), Blush Cannon (22 lutego 2020), Feral Atom (8 stycznia 2022), Chair (27 lutego 2022), Drowsy Fawn (13 grudnia 2022), Jan Bąk, Bogdan Sekalski (26 marca 2023), Hidel Eye (1 września 2023).

## Kalendarium cyklicznych wydarzeń w Radiu Aktywnym
- maj
  - Juwenalia Politechniki Warszawskiej
- grudzień
  - audycja 24-godzinna
  - urodziny Radia Aktywnego
Organizowane od początku istnienia stacji, na początku grudnia. Mają na celu promocję stacji oraz promowanie młodych zespołów, które przed imprezą rywalizują w konkursie na zespół urodzinowy Radia Aktywnego. Zwycięzca zostaje wytypowany przez słuchaczy Radia.

## Przedsięwzięcia Radia Aktywnego
RA brało udział w następujących przedsięwzięciach:
- Grasz o staż
- Przegląd Kabaretowy "Stolica"
- Karnavauli
- Konkurs na Pomysł
- Media Student
- Konferencja Polimer
- Targi Kół Naukowych i Organizacji Studenckich KONIK
- Juwenalia Politechniki Warszawskiej
- Grudniowy Akademicki Przegląd Artystyczny GAPA